# Miss Tiffany's Universe
Miss Tiffany's Universe (Tailandês:  มิส ทิ ฟ ฟา นี่ ยูนิเวิร์ส) é um concurso de beleza para mulheres transgénero tailandesas em Pattay, Tailândia. Ocorre anualmente desde 1984.
O concurso é aberto a todas as mulheres trans que podem ou não ter passado por Cirurgia de redesignação sexual. "Ladyboy" ou "Kathoey" são termos comumente usados na Tailândia para descrever mulheres gays ou transgêneros afeminados. A cada ano, cerca de 100 candidatas a toda Tailândia se escrevem para participar do concurso. Todas as participantes precisam ter nacionalidade tailandesa e ter entre 18 e 25 anos. É necessário que as participantes com menos de 20 anos obtenham permissão dos pais para se qualificarem. As participantes têm várias origens, incluindo estudantes universitários,médicos, engenheiros, farmacêuticos, etc. Uma vez escolhidos para participar do concurso, as candidatas são julgadas com base em atributos físicos e desempenho geral de acordo com ideal feminino.
A vencedora do Miss Tiffany's Universo recebe um trófeu e uma coroa, Honda Jazz, prêmios em dinheiro, jóias e outros presentes dos patrocinadores . Além da vencedora geral, outros prêmios incluem Miss Fotogênica, Miss Sexy Star, Miss Simpatia, e Miss Voto Popular. A Miss Tiffany's Universo e a representante oficial da Tailândia o Miss International Queen.
O concurso Miss Tiffany's Universo e realizado anualmente desde 1999, está recebendo mais atenção, especialmente porque e transmitido ao vivo pela televisão tailandesa, com uma média de 15 milhões de telespectadores.
Miss Tiffany's Universo e uma marca registrada do Show Pattaya Co, Ltd da Tiffany. A organização apóia eventos de caridade para menos afortunados e apóia a Fundação da Aids patrocinada pela Royal. O objetivo deste concurso é promover os direitos da igualdade e melhorar a qualidade de vida das pessoas trans na Tailândia. O concurso também e uma fonte de renda significativa e abre oportunidades para as participantes do concurso.

## Vencedoras do Miss Tiffany's Universo
| Ano  | Miss Tiffany's Universe            | Províncias          | Local                           | Província anfitriã | Participantes |
| ---- | ---------------------------------- | ------------------- | ------------------------------- | ------------------ | ------------- |
| 2019 | Ruethaipreeya “Dear” Nuanglee      | Khon Kaen           | Tiffany's Show Theatre, Pattaya | Chonburi           | 32            |
| 2018 | Kanwara "Esmon" Kaewcheen          | Prachuap Khiri Khan | Tiffany's Show Theatre, Pattaya | Chonburi           | 30            |
| 2017 | Rinrada Thurapan                   | Roi Et              | Tiffany's Show Theatre, Pattaya | Chonburi           | 30            |
| 2016 | Jiratchaya Sirimongkolnawin        | Banguecoque         | Tiffany's Show Theatre, Pattaya | Chonburi           | 30            |
| 2015 | Sopida Siriwattananukoon           | Nonthaburi          | Tiffany's Show Theatre, Pattaya | Chonburi           | 30            |
| 2014 | Nitsa Katrahong                    | Prachuap Khiri Khan | Tiffany's Show Theatre, Pattaya | Chonburi           | 30            |
| 2013 | Nethnapada Kanlayanon              | Samut Prakan        | Tiffany's Show Theatre, Pattaya | Chonburi           | 30            |
| 2012 | Panvillas Mongkol                  | Banguecoque         | Tiffany's Show Theatre, Pattaya | Chonburi           | 30            |
| 2011 | Sirapassorn Atthayakorn            | Chiang Mai          | Tiffany's Show Theatre, Pattaya | Chonburi           | 30            |
| 2010 | Nalada Thamthanakorn               | Banguecoque         | Tiffany's Show Theatre, Pattaya | Chonburi           | 30            |
| 2009 | Sorrawee Nattee (Destronada)       | Songkhla            | Tiffany's Show Theatre, Pattaya | Chonburi           | 30            |
| 2009 | Wirritorn Narapatpimol (sucessora) | Desconhecido        | Tiffany's Show Theatre, Pattaya | Chonburi           | 30            |
| 2008 | Kangsadal Wongdutsadeekul          | Kanchanaburi        | Tiffany's Show Theatre, Pattaya | Chonburi           | 30            |
| 2007 | Thanyarat Jiraphatpakorn           | Maha Sarakham       | Tiffany's Show Theatre, Pattaya | Chonburi           | 30            |
| 2006 | Ratravee Jirapraphakul             | Lopburi             | Tiffany's Show Theatre, Pattaya | Chonburi           | 30            |
| 2005 | Tiptantree Rujiranon               | Sing Buri           | Tiffany's Show Theatre, Pattaya | Chonburi           | 30            |
| 2004 | Treechada Petcharat                | Phang Nga           | Tiffany's Show Theatre, Pattaya | Chonburi           | 30            |
| 2003 | Pantawan Jaruwatthanaunukul        | Desconheçido        | Tiffany's Show Theatre, Pattaya | Chonburi           | 30            |
| 2002 | Thanyaporn Aunyasiri               | Desconheçido        | Tiffany's Show Theatre, Pattaya | Chonburi           | 30            |
| 2001 | Piyathida Sakulthai                | Desconheçido        | Tiffany's Show Theatre, Pattaya | Chonburi           | 30            |
| 2000 | Chanya Moranon                     | Desconheçido        | Tiffany's Show Theatre, Pattaya | Chonburi           | 30            |
| 1999 | Phatreeya Siri-ngamwong            | Nakhon Si Thammarat | Tiffany's Show Theatre, Pattaya | Chonburi           | 30            |
| 1998 | Thanakorn Wongprasert              | Desconheçido        | Tiffany's Show Theatre, Pattaya | Chonburi           | 30            |
| 1994 | Peerada Ratchakorn                 | Desconheçido        | Tiffany's Show Theatre, Pattaya | Chonburi           | 30            |

### Vencedoras por Província
| Províncias          | Títulos | Anos Vencedores                    |
| ------------------- | ------- | ---------------------------------- |
| Banguecoque         | 3       | 2010, 2012, 2016                   |
| Prachuap Khiri Khan | 2       | 2014, 2018                         |
| Khon Kaen           | 1       | 2019                               |
| Roi Et              | 1       | 2017                               |
| Nonthaburi          | 1       | 2015                               |
| Samut Prakan        | 1       | 2013                               |
| Chiang Mai          | 1       | 2011                               |
| Songkhla            | 1       | 2009                               |
| Kanchanaburi        | 1       | 2008                               |
| Maha Sarakham       | 1       | 2007                               |
| Lopburi             | 1       | 2006                               |
| Sing Buri           | 1       | 2005                               |
| Phang Nga           | 1       | 2004                               |
| Nakhon Si Thammarat | 1       | 1999                               |
| Desconheçido        | 6       | 1998, 2000, 2001, 2002, 2003, 2009 |

### Vencedoras por Região
| Regiões                         | Títulos | Melhor Performance                                   |
| ------------------------------- | ------- | ---------------------------------------------------- |
| Região metropolitana de Bangkok | 4       | Banguecoque (3), Samut Prakan (1), Nonthaburi (1)    |
| Nordeste                        | 3       | Maha Sarakham (1), Roi Et (1), Khon Kaen (1)         |
| Ocidental                       | 3       | Prachuap Khiri Khan (2), Kanchanaburi (1)            |
| Sul                             | 3       | Songkhla (1), Phang Nga (1), Nakhon Si Thammarat (1) |
| Central                         | 2       | Sing Buri (1), Lopburi (1)                           |
| Norte                           | 1       | Chiang Mai (1)                                       |
| Oriental                        | 0       |                                                      |
| Desconheçido                    | 6       | Desconheçido                                         |

## Representantes no Miss International Queen

#### Chave de cor
- Vencedor
- Vice-Campeão
- Semifinalista

| Ano     | Representante               | Província           | Colocação                     | Prêmios Especiais                            |
| ------- | --------------------------- | ------------------- | ----------------------------- | -------------------------------------------- |
| 2017    | Rinrada Thurapan            | Roi Et              | 2° Vice-Campeão               |                                              |
| 2016    | Jiratchaya Sirimongkolnawin | Bangkok             | Miss International Queen 2016 | Miss Ripleys Popular World                   |
| 2015    | sopida siriwattananukoon    | Nonthaburi          | 2° Vice-Campeão               | - Miss Fotogênica                            |
| 2014    | Nitsa Katrahong             | Prachuab Khiri Khan | 1° Vice-Campeão               | - Miss Fotogênica - Melhor Traje Nacional    |
| 2013    | Nethnapada Kanrayanon       | Samut Prakan        | 2° Vice-Campeão               | - Miss Fotogênica                            |
| 2012    | Panvilas Mongkol            | Bangkok             | 2° Vice-Campeão               |                                              |
| 2011    | Sirapassorn Atthayakorn     | Chiang Mai          | Miss International Queen 2011 | - Miss Pele Perfeita Por Asoke Skin Hospital |
| 2010    | Nalada Thamthanakorn        | Bangkok             | Top 10 Semi-Finalista         | - Melhor Vestido de Gala                     |
| 2008-09 | Sorawee Nattee              | Songkhla            | Top 10 Semi-Finalista         | - Melhor Traje Nacional                      |
| 2008-09 | Kangsadal Wongdutsadeekul   | Kanchanaburi        | 1° Vice-Campeão               | - Miss Fotogênica                            |
| 2007    | Thanyarat Jiraphatpakorn    | Maha Sarakham       | Miss International Queen 2007 |                                              |
| 2006    | Ratravee Jirapraphakul      | Lopburi             | 2° Vice-Campeão               |                                              |
| 2005    | Tiptantree Rujiranon        | Sing Buri           | 2°Vice-Campeão                |                                              |
| 2004    | Treechada Petcharat         | Phang Nga           | Miss International Queen 2004 | - Melhor Traje de Banho                      |

## Outras Franquias
Chave de cor
- Vencedor
- Vice-Campeão
- Semi-finalista

### Miss Queen of the Universe
| Ano  | Representante              | Província           | Colocação                       | Prêmio Especial          |
| ---- | -------------------------- | ------------------- | ------------------------------- | ------------------------ |
| 2003 | Pantawan Jaruwatthananukul | Desconheçido        | Sem Colocação                   |                          |
| 2002 | Thanyaporn Aunyasiri       | Desconheçido        | Miss Queen of the Universe 2002 | - Miss Simpatia          |
| 2001 | Piyathida Sakulthai        | Desconheçido        | Sem Colocação                   |                          |
| 2000 | Chanya Moranon             | Desconheçido        | Miss Queen of the Universe 2000 | - Melhor Traje Nacional  |
| 1999 | Phatreeya Siri-ngamwong    | Nakhon Si Thammarat | Miss Queen of the Universe 1999 | - Melhor Vestido de Gala |
| 1998 | Thanakorn Wongprasert      | Desconheçido        | Sem Colocação                   |                          |